# 타니아 구나디
타니아 구나디(Tania Gunadi, 1983년 7월 29일 ~ )는 미국의 배우이다.